# István Náday
István Náday, madžarski general, * 1888, † 1954.